# Oca menuda africana
L'oca menuda africana (Nettapus auritus) és una espècie d'ocell de la família dels anàtids (Anatidae) que habita llacs i aiguamolls amb vegetació emergent a gran part de l'Àfrica subsahariana, des del sud de Mauritània, cap a l'est fins a Etiòpia i el sud de Somàlia, i cap al sud fins al nord-est de Sud-àfrica, a més de Madagascar.